# 埃诺·维尔塔宁
埃诺·维尔塔宁（芬蘭語：Eino Virtanen，1908年8月19日—），芬兰男子摔跤运动员。他曾代表芬兰参加1936年和1948年夏季奥林匹克运动会摔跤比赛，其中1936年奥运会获得一枚铜牌。